# 塩尻市辰野町中学校組合立両小野中学校
塩尻市辰野町中学校組合立両小野中学校（しおじりしたつのまちちゅうがっこうくみあいりつりょうおのちゅうがっこう）は、長野県塩尻市北小野にある組合立の中学校である。塩尻市辰野町中学校組合の管理自治体は塩尻市。組合長は塩尻市長、副組合長は辰野町長、会計管理者は塩尻市会計管理者となっている。
辰野町塩尻市小学校組合立両小野小学校と共に小中一貫教育の両小野学園を形成。2015年からは北小野保育園（塩尻市）、小野保育園（辰野町）を含め保小中一貫教育を行っている。

## 沿革
- 1947年（昭和22年）4月1日 - 学制改革により筑摩地村立筑摩地中学校と小野村立小野中学校が発足[4]
- 1953年（昭和28年）4月1日：筑摩地中学校と小野中学校を統合し、筑摩地中学校の校地に筑摩地村小野村中学校組合立両小野中学校を創立
- 1959年（昭和34年）4月1日：筑摩地村が塩尻市に合併し、塩尻市小野村中学校組合立両小野中学校へ
- 1961年（昭和36年）4月1日：小野村が辰野町に合併し、塩尻市辰野町中学校組合立両小野中学校へ
- 1976年（昭和51年）10月18日：新校舎竣工式
- 2011年（平成23年）4月1日：小中一貫教育「両小野学園」開園（施設分離型）
- 2012年（平成24年）4月1日：文部科学省教育課程特例校に認定
- 2012年（平成24年）：耐震工事兼内装リニューアル完了
- 2013年（平成25年）：太陽光パネル設置完了
- 2015年（平成27年）4月1日：コミュニティ・スクールに指定、両小野学園が保小中一貫教育となる

## 通学区域
- 塩尻市大字北小野
- 上伊那郡辰野町大字小野及び大字小野筑